# Хуан Фландес
Хуан де Фла́ндес (близ. 1460 — 1519) — іспанський художник нідерландського походження, один з найголовніших представників Відродження в Іспанії.

## Канва біографії
Справжнє ім'я художника залишилось невідомим. Відомі варіанти «Ян з Фландрії», «Ян Салерт», «Майстер з Генту».
Точні роки життя невідомі, народився близько 1460 року. Уперше згаданий у документах 1496 року в розрахункових відомостях королеви Ізабели Кастильської. 1498 року вже став придворним художником королеви. Посаду придворного художника зберігав до смерті королеви Ізабели Кастильської у 1504 році. За цей період праці встиг створити декілька портретів королівської династії та їх родичів. У портретах відрізнявся реалізмом і не схильністю прикрашати моделі, навіть із королівських родин.
З 1505 року відомо, що працював у місті Саламанка, де виконав декілька творів по замовах для Саламанкського університету. Для міського собору виконав вівтар «Святий Мігель».
1509 року отримав замову від єпископа Хуана Родрігеса де Фонсеки на ретабло для собору в місті Валенсія. Ретабло для собору мало 12 частин і масштабність. Відомо, що і надалі працював у Валенсії. Точної дати смерті невідомо, можливо, помер до жовтня 1519 року у Валенсії.
Разом із Зіттовим працював в Іспанії серед перших художників раннього відродження.

## Галерея вибраних творів

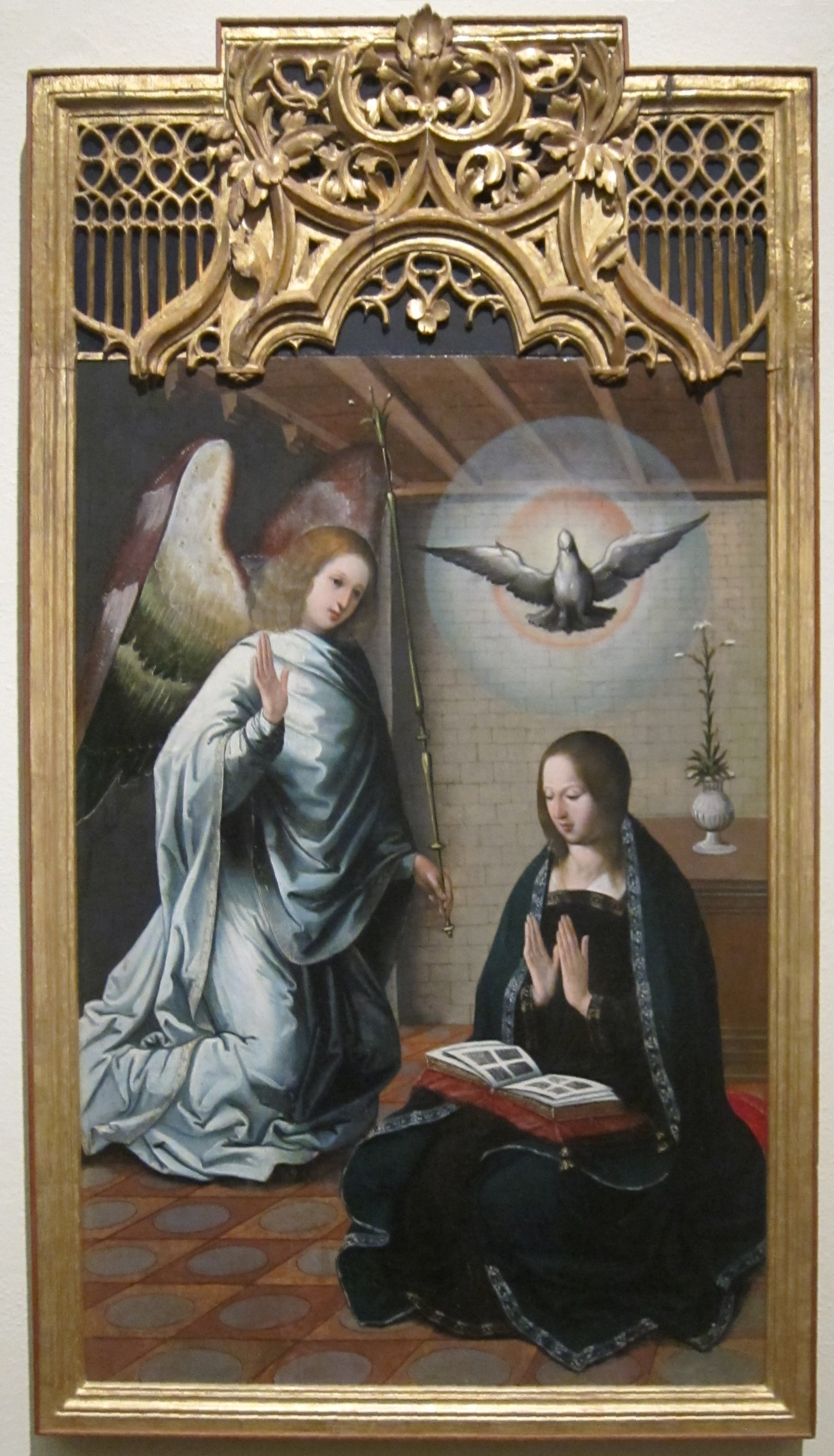
«Благовіщення». Художній музей Цинциннаті, США.

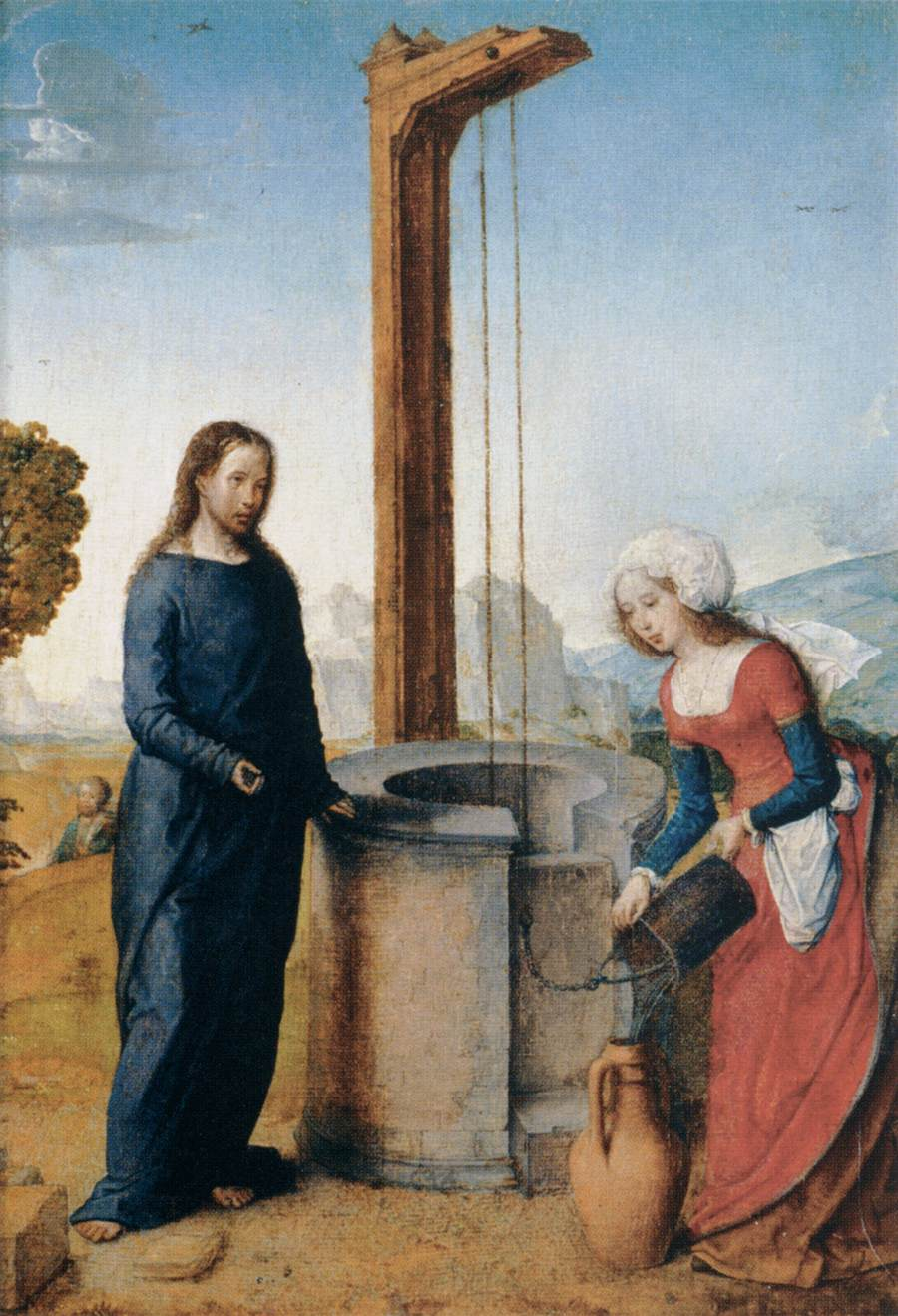
«Христос і самарянка», Лувр, Париж
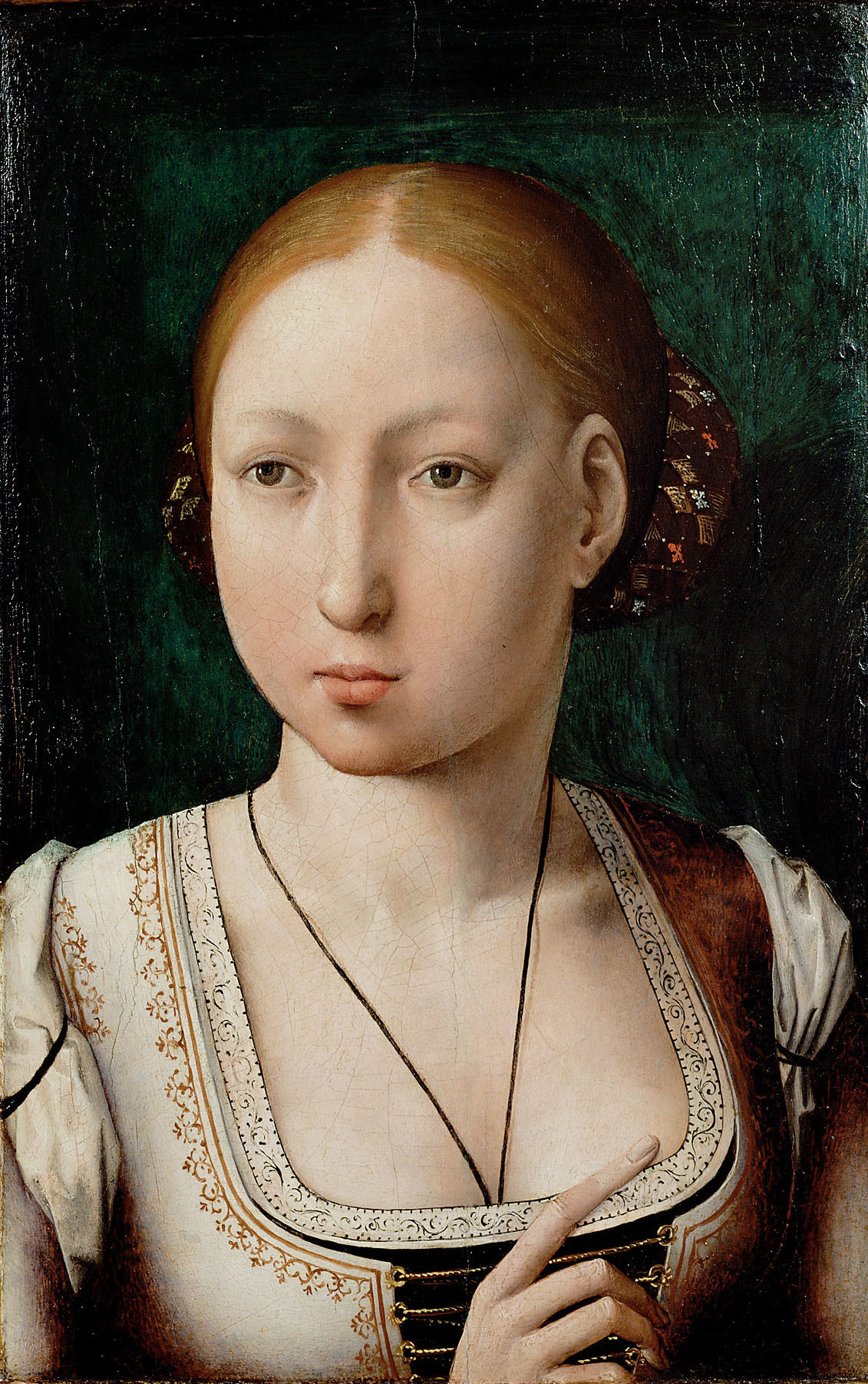
Портрет іспанської королеви Хуани Божевільної, бл. 1500
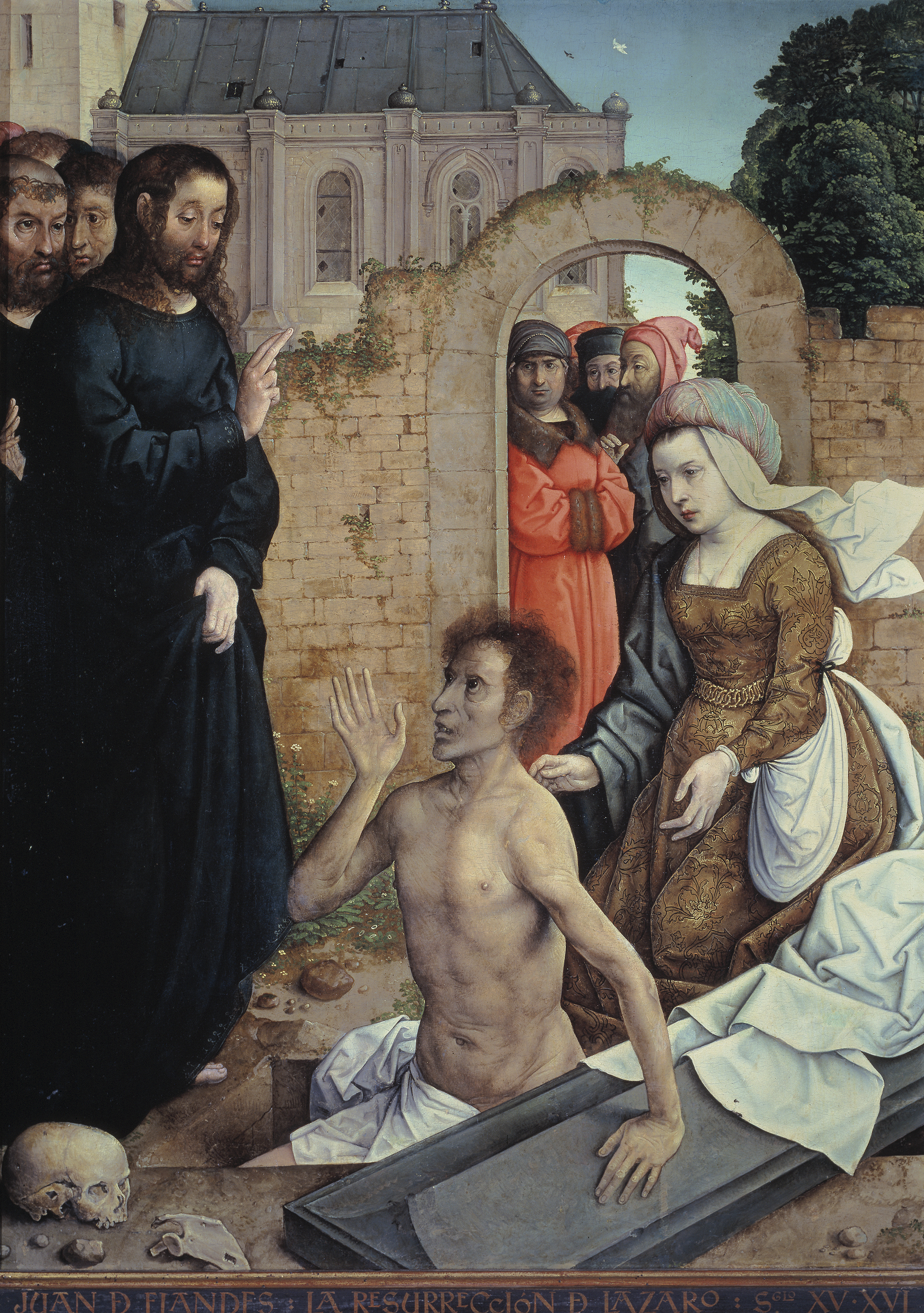
«Воскресіння Лазаря», 1514/19, Музей Прадо, Мадрид
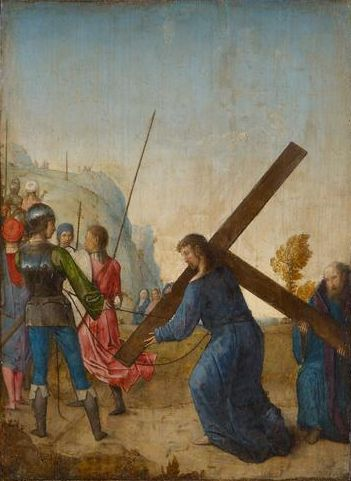
«Шлях на Голгофу». Музей історії мистецтв, Відень
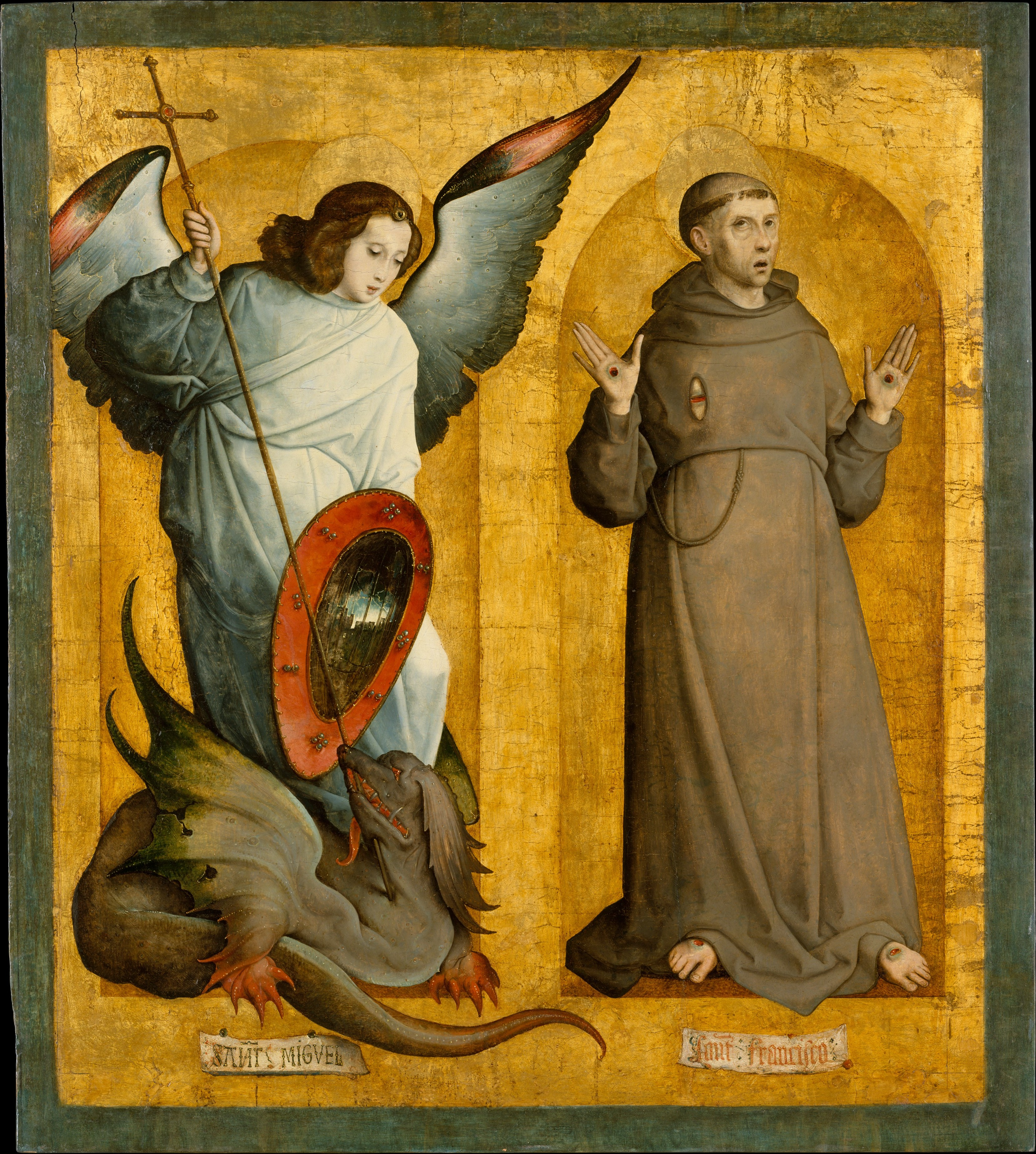
«Святі Михаїл і Франциск». Музей мистецтва Метрополітен